# Årets handbollsspelare i Sverige
Årets handbollsspelare är utmärkelse som årligen delas ut av Svenska Handbollförbundet till framstående handbollsspelare i svensk handboll. Varje år sedan 1968 för herrar och 1981 för damer har priset delats ut.

## Mottagare av priset
| Säsong    | Herrspelare               | Lag                    | Damspelare              | Lag                          |
| --------- | ------------------------- | ---------------------- | ----------------------- | ---------------------------- |
| 1967/1968 | Lennart Eriksson          | SoIK Hellas            | Inget pris utdelat      | Inget pris utdelat           |
| 1968/1969 | Lennart Eriksson (2)      | SoIK Hellas            | Inget pris utdelat      | Inget pris utdelat           |
| 1969/1970 | Mats Thomasson            | HK Drott               | Inget pris utdelat      | Inget pris utdelat           |
| 1970/1971 | Dan Eriksson              | SoIK Hellas            | Inget pris utdelat      | Inget pris utdelat           |
| 1971/1972 | Thomas Persson            | IFK Kristianstad       | Inget pris utdelat      | Inget pris utdelat           |
| 1972/1973 | Bo "Bobban" Andersson     | IFK Malmö              | Inget pris utdelat      | Inget pris utdelat           |
| 1973/1974 | Johan Fischerström        | SoIK Hellas            | Inget pris utdelat      | Inget pris utdelat           |
| 1974/1975 | Sven-Åke Frick            | Ystads IF              | Inget pris utdelat      | Inget pris utdelat           |
| 1975/1976 | Björn "Lurch" Andersson   | IF Saab                | Inget pris utdelat      | Inget pris utdelat           |
| 1976/1977 | Bo "Bobban" Andersson (2) | IF Guif                | Inget pris utdelat      | Inget pris utdelat           |
| 1977/1978 | Basti Rasmussen           | Ystads IF              | Inget pris utdelat      | Inget pris utdelat           |
| 1978/1979 | Claes Hellgren            | IK Heim                | Inget pris utdelat      | Inget pris utdelat           |
| 1979/1980 | Claes Ribendahl           | Lugi HF                | Inget pris utdelat      | Inget pris utdelat           |
| 1980/1981 | Göran Bengtsson           | HK Drott               | Ann-Britt Furugård      | Stockholmspolisen IF         |
| 1981/1982 | Jörgen Abrahamsson        | HK Drott               | Gunilla Eriksson        | Stockholmspolisen IF         |
| 1982/1983 | Sten Sjögren              | Lugi HF                | Lollo Andreini          | Irsta HF                     |
| 1983/1984 | Peter Olofsson            | GF Kroppskultur        | Lena Högdahl            | Stockholmspolisen IF         |
| 1984/1985 | Björn Jilsén              | Redbergslids IK        | Mia Hermansson          | HP Warta                     |
| 1985/1986 | Magnus Wislander          | Redbergslids IK        | Ingrid Pinét            | Tyresö HF                    |
| 1986/1987 | Mats Olsson               | Lugi HF                | Mia Hermansson (2)      | Tyresö HF                    |
| 1987/1988 | Pär Jilsén                | Redbergslids IK        | Christina Pettersson    | Tyresö HF                    |
| 1988/1989 | Ola Lindgren              | HK Drott               | Anna-Lena Pihl          | Stockholmspolisen IF         |
| 1989/1990 | Ola Lindgren (2)          | HK Drott               | Britt Forsell           | Sävsjö HK                    |
| 1989/1990 | Magnus Wislander (2)      | Redbergslids IK        | Britt Forsell           | Sävsjö HK                    |
| 1990/1991 | Magnus Andersson          | HK Drott               | Helena Lindblom         | Irsta HF                     |
| 1991/1992 | Per Carlén                | Ystads IF              | Kristina Jönsson        | Sävsjö HK                    |
| 1992/1993 | Magnus Andersson (2)      | TuS Schutterwald       | Ulrika Olsson           | Irsta HF                     |
| 1993/1994 | Magnus Andersson (3)      | HK Drott               | Mia Hermansson (3)      | Hypo Niederösterreich        |
| 1994/1995 | Erik Hajas                | IF Guif                | Åsa Eriksson            | Sävsjö HK                    |
| 1995/1996 | Stefan Lövgren            | Redbergslids IK        | Kristina Jönsson (2)    | Sävsjö HK                    |
| 1996/1997 | Thomas Sivertsson         | HK Drott               | Lina Olsson             | Larvik HK                    |
| 1997/1998 | Peter Gentzel             | Redbergslids IK        | Åsa Eriksson (2)        | Ikast-Bording Elite Håndbold |
| 1998/1999 | Ljubomir Vranjes          | Redbergslids IK        | Anna Ljungdahl          | Skuru IK                     |
| 1999/2000 | Magnus Andersson (4)      | HK Drott               | Theresa Claesson        | IK Sävehof                   |
| 2000/2001 | Stefan Lövgren (2)        | THW Kiel               | Katarina Arfwidsson     | Skuru IK                     |
| 2001/2002 | Martin Boquist            | Redbergslids IK        | Jenny Lindblom          | IK Sävehof                   |
| 2002/2003 | Martin Boquist (2)        | Redbergslids IK        | Veronica Isaksson       | Skuru IK                     |
| 2003/2004 | Stefan Lövgren (3)        | THW Kiel               | Katarina Arfwidsson (2) | Skuru IK                     |
| 2004/2005 | Marcus Ahlm               | THW Kiel               | Madeleine Grundström    | Skövde HF                    |
| 2005/2006 | Tomas Svensson            | Portland San Antonio   | Annika Fredén           | Horsens HK                   |
| 2006/2007 | Kim Andersson             | THW Kiel               | Matilda Boson           | Aalborg DH                   |
| 2007/2008 | Kim Andersson (2)         | THW Kiel               | Johanna Ahlm            | IK Sävehof                   |
| 2008/2009 | Jonas Källman             | BM Ciudad Real         | Johanna Wiberg          | FC Köpenhamn                 |
| 2009/2010 | Mattias Gustafsson        | AaB Håndbold           | Linnea Torstenson       | Aalborg DH                   |
| 2010/2011 | Johan Sjöstrand           | FC Barcelona           | Linnea Torstenson (2)   | FC Midtjylland Håndbold      |
| 2011/2012 | Kim Andersson (3)         | THW Kiel               | Isabelle Gulldén        | Viborg HK                    |
| 2012/2013 | Tobias Karlsson           | SG Flensburg-Handewitt | Sabina Jacobsen         | Randers HK                   |
| 2013/2014 | Mattias Andersson         | SG Flensburg-Handewitt | Isabelle Gulldén (2)    | Viborg HK                    |
| 2014/2015 | Niclas Ekberg             | THW Kiel               | Ida Odén                | IK Sävehof                   |
| 2015/2016 | Andreas Nilsson           | MVM Veszprem           | Nathalie Hagman         | Team Tvis Holstebro          |
| 2016/2017 | Mikael Appelgren          | Rhein-Neckar Löwen     | Isabelle Gulldén (3)    | CSM București                |
| 2017/2018 | Jim Gottfridsson          | SG Flensburg-Handewitt | Isabelle Gulldén (4)    | CSM București                |
| 2018/2019 | Max Darj                  | Bergischer HC          | Anna Lagerquist         | Nykøbing Falster HK          |
| 2019/2020 | Andreas Palicka           | Rhein-Neckar Löwen     | Linn Blohm              | København Håndbold           |
| 2020/2021 | Hampus Wanne              | SG Flensburg-Handewitt | Anna Lagerquist (2)     | GK Rostov-Don                |
| 2021/2022 | Jim Gottfridsson (2)      | SG Flensburg-Handewitt | Jamina Roberts          | IK Sävehof                   |
| 2022/2023 | Jonathan Carlsbogård      | FC Barcelona           | Jamina Roberts (2)      | Vipers Kristiansand          |
| 2023/2024 | Felix Claar               | SC Magdeburg           | Linn Blohm (2)          | Győri Audi ETO KC            |
| 2024/2025 | Albin Lagergren           | SC Magdeburg           | Johanna Bundsen         | HB Ludwigsburg               |